# HD 123335
HD 123335，又名CP-58 5383，SAO 241478、HR 5292，是一颗恒星，视星等为6.34，位于銀經312.7，銀緯2.12，其B1900.0坐标为赤經14h 1m 53.1s，赤緯-58° 2.12′ 3″。